# Ильинское (Вашкинский район)
Ильинское — деревня в Вашкинском районе Вологодской области.
Входит в состав Роксомского сельского поселения, с точки зрения административно-территориального деления — в Роксомский сельсовет.
Расположена на западном берегу Роксомского озера. Расстояние по автодороге до районного центра Липина Бора — 21 км, до центра муниципального образования деревни Парфеново — 5 км. Ближайшие населённые пункты — Васютино, Вьюшино, Колосово, Мыс, Мянда, Никольская, Семяновская, Софроново, Сухоежино, Якунино.
По данным переписи в 2002 году постоянного населения не было.
На окраине деревни, на берегу озера, расположен памятник археологии федерального значения городище «Княжья могила» XV—XVII веков и памятник археологии селище.